# ニュクス (小惑星)
ニュクス (3908 Nyx) は、アモール群の小惑星で、火星横断小惑星の一つでもある。1980年8月6日にドイツの天文学者ハンス＝エミール・シュスターによって発見され、ギリシア神話の夜の女神ニュクスにちなんで命名された。冥王星の衛星ニクスも全く同じ語源である。
直径1-2kmのV型小惑星で、元は(4)ベスタの欠片であると考えられている。
2000年にアレシボ天文台とゴールドストーン天文台によるレーダー観測でニュクスの形状のモデルが作られた。この小惑星は金平糖のような形をしていると推定された。